# Dvorac Kalmar
Dvorac Kalmar, srednjovjekovna građevina u gradu Kalmaru na jugu Švedske. Smješten je u gradskoj luci, a kroz stoljeća je odigrao važnu ulogu u povijesti Švedske u srednjem vijeku pogotovo u razdoblju Kalmarske unije.
Najbolje je očuvani renesansni dvorac u Sjevernoj Europi. Smješten je na poluotoku u Baltičkom moru nasuprot otoka Ölanda.
Temelji za dvorac udareni su 1180. tijekom vladavine Knuta Erikssona koji je želio sagraditu utvrdu kao štit protiv gusara i drugih neprijatelja, koji su s mora prijetili gradu Kalmaru. Prema morskoj strani dvorac je napravljen kao donjon. Švedski kralj, Magnus Ladulås je u 13. stoljeću dao sagraditi 4 tornja i okružio je dovorac zaštitnim zidom. U gradu je jedno vrijeme boravio i Gustav Vasa dok je pokušavao izbjeći dansko zatočeništvo. Glede ovoga u dvorcu se nalazi bunar, koji nosi Vasino ime, kao i jedan spomenik njemu u čast. Gustav Vasa je zamijenio zemljani zid s kamenim, koji je trebao pružiti bolju zaštitu od topništva. Njegovi sinovi Erik XIV. i Ivan III. su se više posvetili umjetničkim izgledom dvorca, a za taj posao unutarnjeg uređenja dvorca pozvani su arhitekti i umjetnici iz inozemstva.
Krajem 17. stoljeća započinje dugo razdoblje propadanja dvorca. Utvrda, koja je u proteklih 395 godina bila 22 puta pod opsadom, ali nikad osvojena, postaje zatvor, silos, kao i kraljeva osobna pecara. Veliki dio dvorca je bio uništen i postojali su čak prijedlozi da se dvorac do kraja sruši. Tijekom 1850-ih godina započinju restauracijski radovi koji i danas traju.
U kapeli koja se nalazi u utvrdi često se održavaju vjenčanja, a u dvorcu je smješten i muzej.

## Vanjska poveznica
- Članak o Kalmaru u enciklopediji Proleksis